# The Importance of Being Idle
"The Importance of Being Idle" é o vigésimo quarto single da banda britânica Oasis e segundo do seu sexto álbum de estúdio, Don't Believe the Truth, de 2005. A canção estreou em primeiro lugar na parada de singles do Reino Unido, na qual permaneceu por uma semana.

## Lista de faixas
- CD RKIDSCD 31

1. "The Importance of Being Idle" - 3:43
2. "Pass Me Down the Wine" (Liam Gallagher) - 3:51
3. "The Quiet Ones" (Gem Archer) - 2:01

- 7" RKID 31

1. "The Importance of Being Idle" - 3:43
2. "Pass Me Down the Wine" - 3:51

- DVD RKIDSDVD 31

1. "The Importance of Being Idle" - 3:41
2. "The Importance of Being Idle" (demo) - 3:40
3. "The Importance of Being Idle" (video) - 4:03
4. "The Making of" (Documentary) - 5:22

- CD Promo RKIDSCD 31P

1. "The Importance of Being Idle" (radio edit) - 3:37

## Paradas musicais
| País/Parada (2005)                    | Melhor posição |
| ------------------------------------- | -------------- |
| Europa (Eurochart Hot 100)            | 4              |
| Alemanha (Offizielle Deutsche Charts) | 63             |
| Irlanda (IRMA)                        | 15             |
| Itália (FIMI)                         | 1              |
| Países Baixos (Single Top 100)        | 84             |
| Escócia (Scottish Singles Chart)      | 4              |
| Suécia (Sverigetopplistan)            | 40             |
| Suíça (Schweizer Hitparade)           | 57             |
| Reino Unido (UK Singles Chart)        | 1              |